# 克拉科夫美术学院
克拉科夫扬·马捷伊科美术学院（波蘭語：Akademia Sztuk Pięknych im. Jana Matejki w Krakowie，缩写：ASP），是位于波兰第二大城市，小波兰省省会克拉科夫市中心的一所公立高等教育机构。它和华沙美术学院同为波兰最古老的美术学院，成立于1818年，1873年获得完全自治权。ASP是一所国立美术学院，提供5年和6年制的硕士学位课程。截至2007年,学院教职员包括94名教授和副教授,以及147名博士。

## 历史
ASP最初是亞捷隆大學文学系的一个分支,最初(1818-1873年)被称为绘画学校(Szkoła Rysunku i Malarstwa)。
1873年,ASP作为独立的高等学府获得了美术学校(Szkoła Sztuk Pięknych)的地位。学院的第一任院长是画家扬·马捷伊科。
1979年,在学院成立100周年之际,学院以其创始人和首任院长扬·马捷伊科的名字命名。
2008年,学院加入了国际平面设计协会(Icograda),成为该组织在波兰的第一个教育成员。

## 院系
- 绘画系
- 雕塑系
- 室内设计系
- 跨学科艺术系
- 工业设计系
- 图形艺术系
- 艺术修复系

## 知名校友
- 约瑟夫·高斯瓦夫斯基